# شب یک شب دو

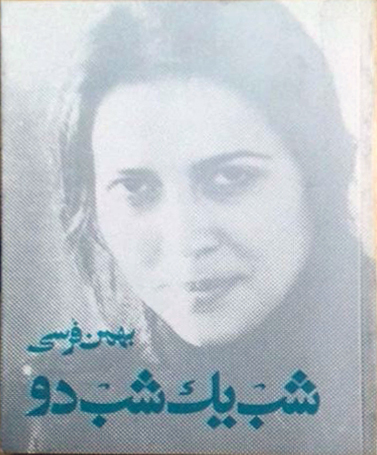
شب یک، شب دو

شبْ یک شبْ دو رمانی از بهمن فرسی که سال ۱۳۵۳ در تهران منتشر شد و بعد از انقلاب اسلامی دیگر اجازه انتشار نیافت.

## ساختار رمان
فُرسی این رمان را به شیوه نامه‌نگاری عاشقانه نوشته و در آن روشنفکری روایت می‌شود که سرخوردگی‌های عاطفی خود را به شکل عصیان برضد همه نظام‌های اخلاقی و اجتماعی بروز می‌دهد.

## طرح داستان
راوی داستان، زاوش ایزدان، پس از عشقی به ناکامی‌کشیده نامه‌های معشوق، بی‌بی، را مرور می‌کند و رمان با این نامه‌ها تبدیل به یک اثر تلخ و سرخورده می‌شود. بی‌بی دختر یک خانواده ثروتمند است که در اروپا طراحی لباس و آرایش خوانده و برای فاحشه‌ها طرح لباسی با عنوان «شبْ یک شبْ دو» تهیه کرده‌است. او در ایران وارد جمع هنرمندان و روشنفکران می‌شود و با زاوش ایزدیان آشنا و همخوابه می‌شود. بعد از اینکه از ایران خارج می‌شود در زوریخ ازدواج می‌کند و به نامه‌نگاری با زاوش ایزدیان می‌پردازد و هر وقت به ایران می‌آید آرامش را در آغوش زاوش می‌یابد.

## رمان فُرسی بعد از انقلاب
رمان شبْ یک شبْ دو بعد از انقلاب اسلامی به دلیل محتوایش نتوانست از وزارت ارشاد مجوز بگیرد. این رمان در فضای مجازی قابل دانلود است و بارها به شکل‌های مختلف افست شده‌است.